# پورتو لاکروز
پورتو لاکروز (به اسپانیایی: Puerto La Cruz) یک منطقهٔ مسکونی در ونزوئلا است که در Juan Antonio Sotillo واقع شده‌است. پورتو لاکروز ۲۴۴ کیلومتر مربع مساحت و ۴۵۴٬۳۱۲ نفر جمعیت دارد و ۱۰ متر بالاتر از سطح دریا واقع شده‌است.

## نگارخانه

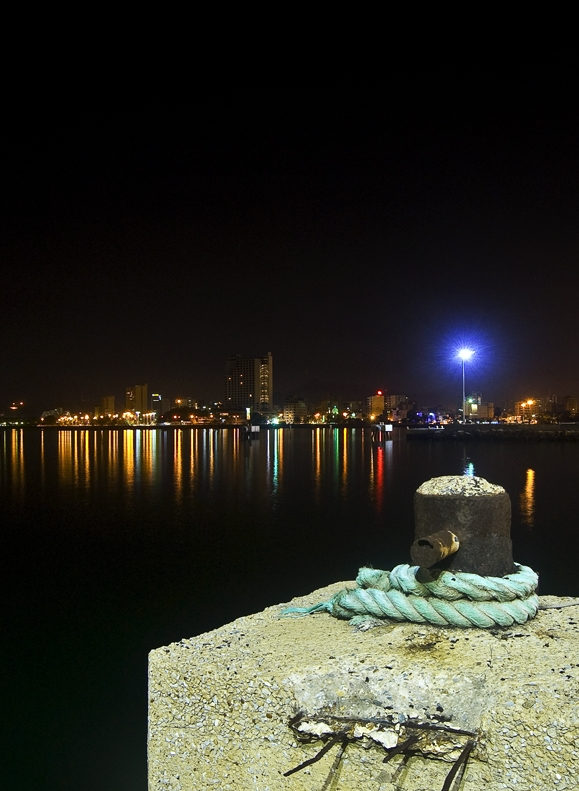
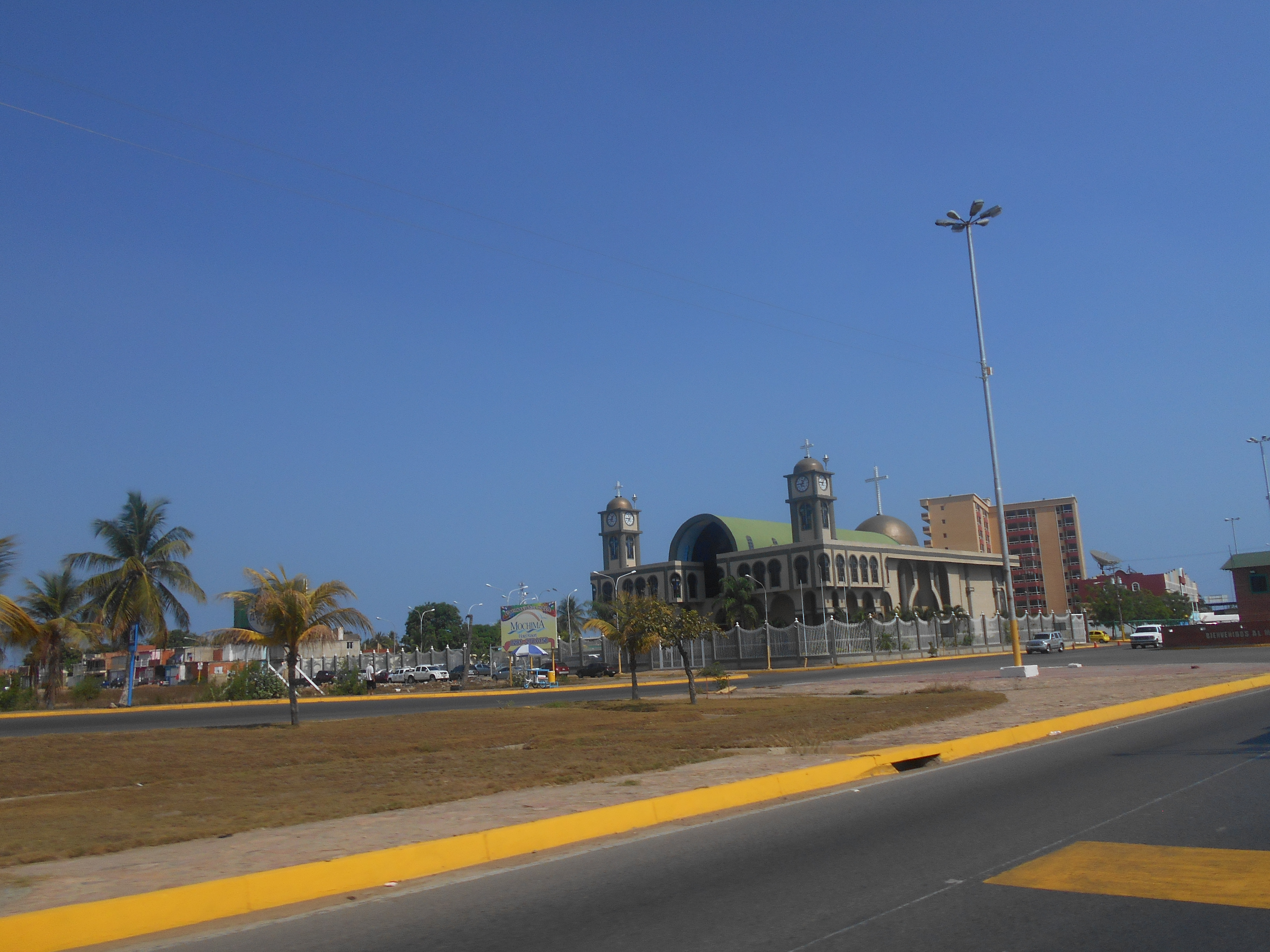
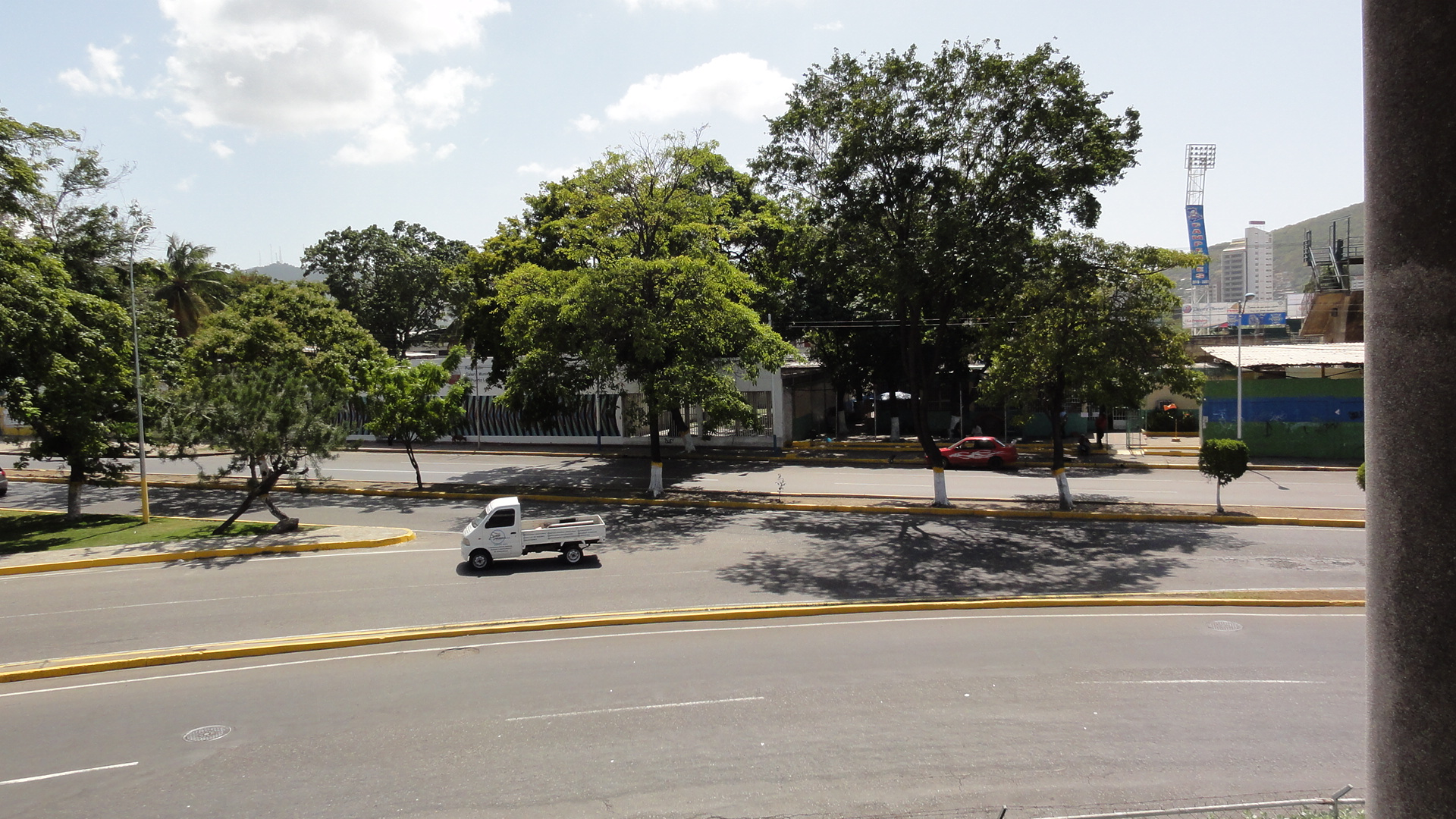
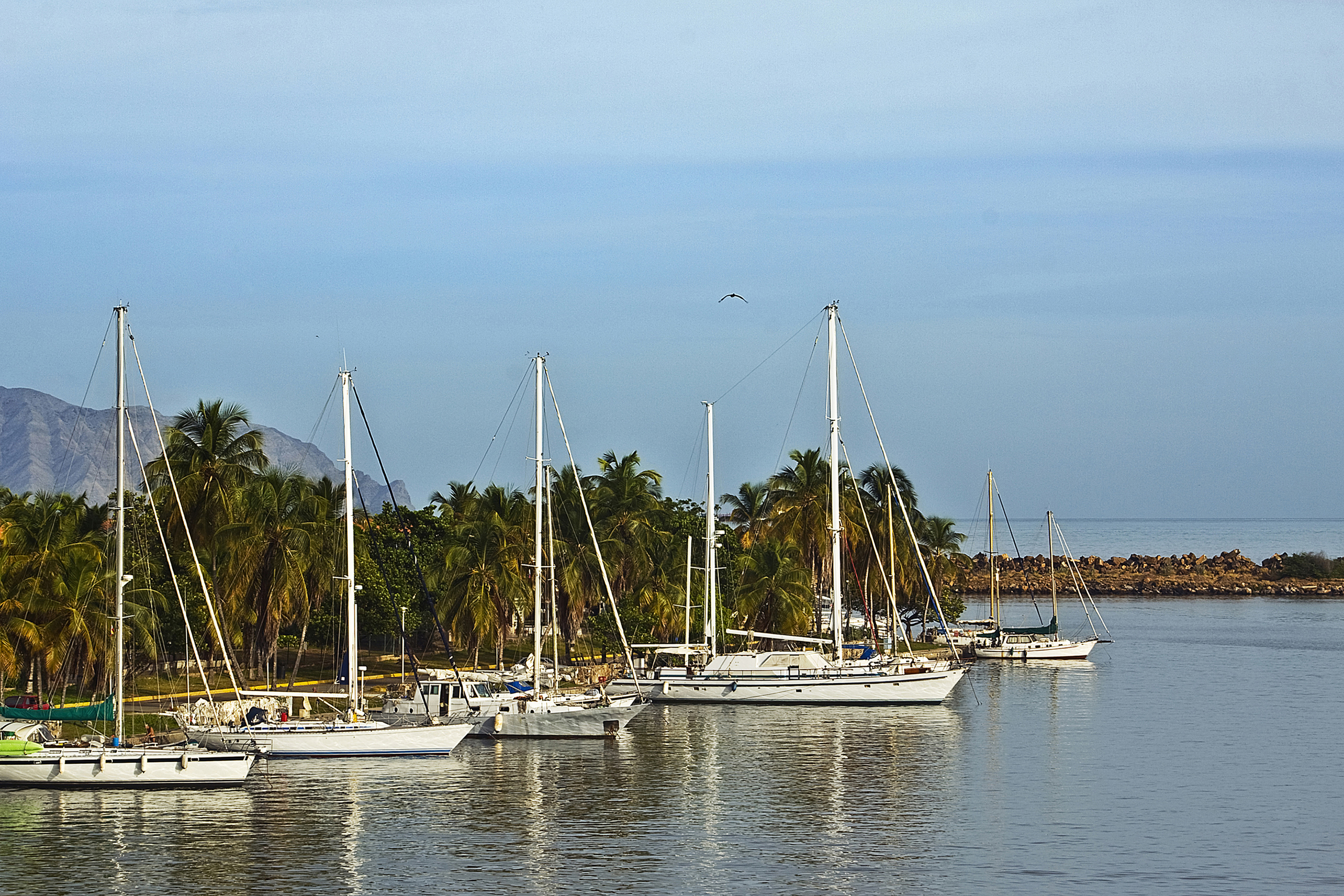
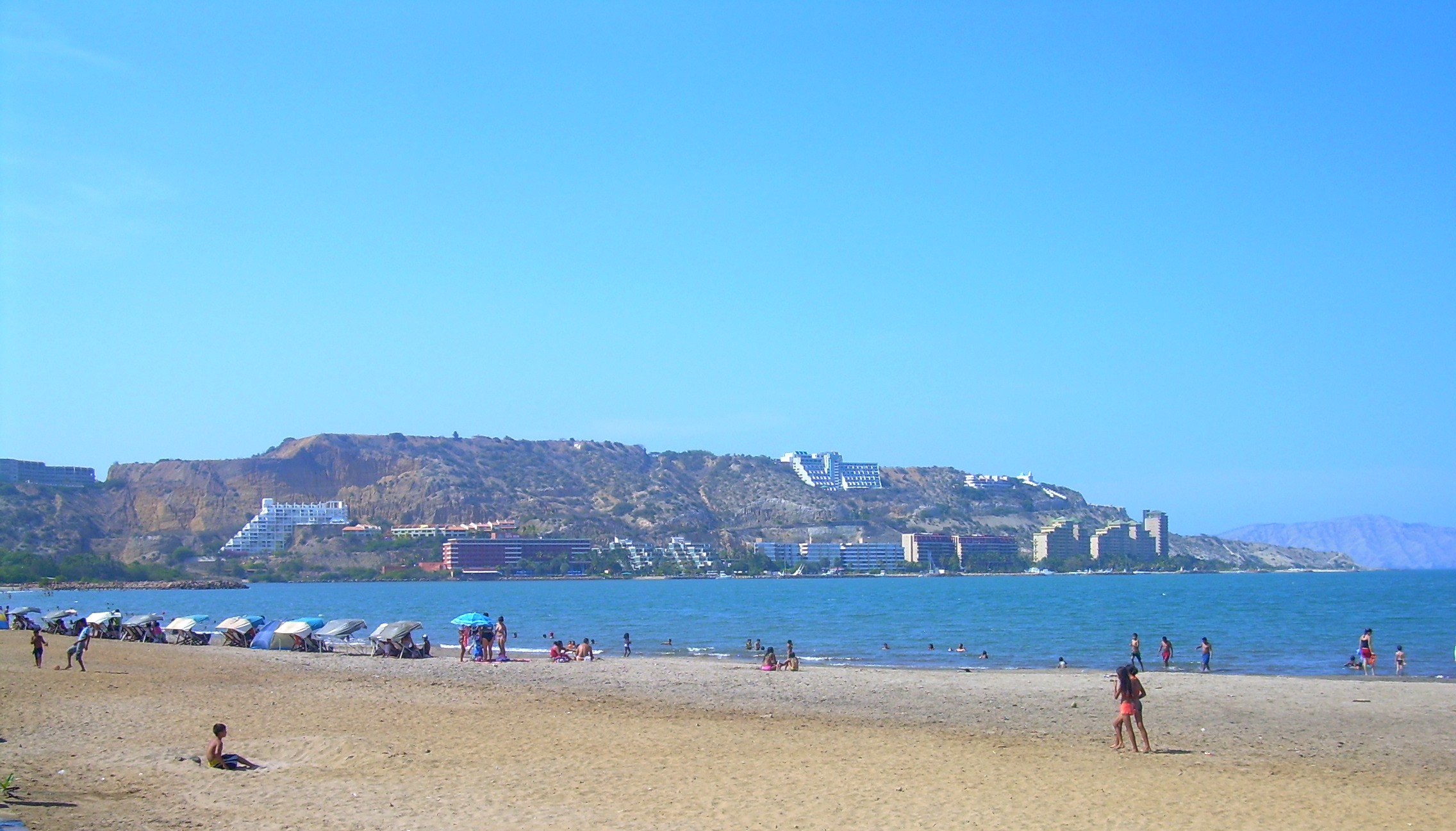